# Lisandra Guerra
Lisandra Guerra Rodríguez (* 31. Oktober 1987 in Colón) ist eine kubanische Bahnradsportlerin. Als mehrfache Panamerikameisterin ist sie eine der erfolgreichsten Bahnfahrerinnen des Kontinents seit Mitte der 2000er Jahre.

## Sportliche Laufbahn
Die Paradedisziplin von Lisandra Guerra ist das 500-Meter-Zeitfahren auf der Bahn. Ihren ersten internationalen Auftritt bei panamerikanischen Radmeisterschaften 2005 krönte sie mit einem ersten Platz im Zeitfahren und jeweils einem zweiten Platz in Sprint und Keirin. Im selben Jahr wurde sie in Wien zweifache Junioren-Weltmeisterin in Sprint und Zeitfahren.
In den folgenden Jahren stand Guerra zahlreiche Male auf dem Podium bei Weltmeisterschaften, Weltcups sowie bei panamerikanischen Meisterschaften; bis 2016 wurde sie allein acht Mal panamerikanische Meisterin in verschiedenen Kurzzeitdisziplinen. Bei den Olympischen Sommerspielen 2008 in Peking erreichte sie im Sprint Rang zehn. 2007 und 2011 errang sie bei den panamerikanischen Radweltmeisterschaften nochmals die Goldmedaille im Zeitfahren, 2007 zudem im Sprint. Auch bei den Panamerikanischen Spielen 2011 holte sie den Titel im Sprint, während dort für sie im Keirin ein 7. Platz verzeichnet ist.
2008 wurde Lisandra Guerra Weltmeisterin im 500-Meter-Zeitfahren. Zudem erlangte sie in dieser Disziplin den Gesamtsieg beim Bahnrad-Weltcup 2007/08. Bei den Olympischen Sommerspielen 2008 in Peking erreichte Guerra im Sprint Rang zehn, vier Jahre später bei den Spielen in London wurde sie Sechste.
Auch 2016 wurde Guerra für die Olympischen Spiele in Rio de Janeiro nominiert. Gemeinsam mit Arlenis Sierra und Marlies Mejías bereitete sie sich im Centre Mondial Cyclisme des Weltradsportverbandes UCI im schweizerischen Aigle auf ihre Teilnahme vor. In Rio belegte sie im Keirin Platz 17 und im Sprint Platz 20.
Anschließend hatte Lisandra Guerra wegen eine Wettkampfpause, da sie ein Kind bekam, bis sie 2018 in den Sport zurückkehrte. 2019 errang sie bei den Panamerikanischen Spielen in Lima die Silbermedaille im Keirin.

## Erfolge
2005
- Junioren-Weltmeisterin – Sprint, 500-Meter-Zeitfahren
- Panamerikameisterin – 500-Meter-Zeitfahren
- Panamerikameisterschaft – Sprint, Keirin

2006
- Weltmeisterschaft – 500-Meter-Zeitfahren
- Bahnrad-Weltcup in Moskau – 500-Meter-Zeitfahren

2007
- Weltmeisterschaft – 500-Meter-Zeitfahren
- Bahnrad-Weltcup in Los Angeles – 500-Meter-Zeitfahren
- Bahnrad-Weltcup in Peking – 500-Meter-Zeitfahren
- Panamerikameisterin – Sprint, 500-Meter-Zeitfahren
- Panamerikameisterschaft – Keirin, Teamsprint (mit Yumari González)

2008
- Weltmeisterin – 500-Meter-Zeitfahren
- Bahnrad-Weltcup in Los Angeles – 500-Meter-Zeitfahren

2011
- Panamerikaspiele – Sprint

2012
- Panamerikameisterin – 500-Meter-Zeitfahren
- Panamerikameisterschaft – Sprint
- Bahnrad-Weltcup in Peking – 500-Meter-Zeitfahren

2013
- Weltmeisterschaft – Keirin
- Panamerikameisterin – Sprint, Keirin, 500-Meter-Zeitfahren
- Panamerikameisterschaft – Teamsprint (mit Laura Arias)

2014
- Panamerikameisterin – 500-Meter-Zeitfahren
- Zentralamerika- und Karibikspiele – Sprint, Keirin, 500-Meter-Zeitfahren, Teamsprint (mit Marlies Mejías)

2015
- Weltmeisterschaft – Keirin
- Panamerikaspiele – Keirin, Teamsprint (mit Marlies Mejías)
- Panamerikameisterschaft – 500-Meter-Zeitfahren

2019
- Panamerikaspiele – Keirin